# 亚历山德罗·奇塔迪尼
亚历山德罗·奇塔迪尼（義大利語：Alessandro Cittadini，1979年1月2日—），生于佩鲁贾，意大利男子篮球运动员。他曾代表意大利国家队参加2003年国际篮联欧洲锦标赛，获得铜牌。